# علم النفس الاجتماعي (علم الاجتماع)
```
في 
علم الاجتماع، علم النفس الاجتماعي
 كما يُعرف باسم 
علم النفس الاجتماعي السوسيولوجي
 أو 
علم الاجتماع الصغروي
، هو حقل من حقول 
علم الاجتماع
 يتعامل مع الأفعال الاجتماعية وعلاقة 
الشخصية
 
والقيم
 
والعقل
 
بالبنية الاجتماعية
 
والثقافة
. يناقش علم النفس الاجتماعي ضمن مواضيعه الرئيسة 
الحالة الاجتماعية
 والسلطة البنيوية 
والتغير الاجتماعي
 الثقافي 
والتفاوت الاجتماعي
 
والتحامل
 
والقيادة
 
والدينامية الجماعية
 
والتبادل الاجتماعي
 
وصراع الجماعة
 والمعلومات المؤثرة والإدارة وبنية المحادثات والتنشئة الاجتماعية والبنائية الاجتماعية والمعايير الاجتماعية والانحراف والهوية والأدوار الاجتماعية والعمل العاطفي. يقوم علم النفس الاجتماعي بصورة أساسية على استطلاعات الرأي البسيطة والملاحظات الميدانية والدراسات المقالية والتجارب الميدانية والتجارب المحكمة.
```

## التاريخ
ولد علم النفس الاجتماعي السوسيولوجي في عام 1902 بالدراسة الفارقة التي أجراها عالم الاجتماع تشارليز هارتون كولي، بعنوان الطبيعة البشرية والرتبة الاجتماعية، الذي قدم فيه كولي مفهوم «النفس المرئية». ظهر أول كتاب دراسي في علم النفس الاجتماعي في عام 1908 من تأليف عالم الاجتماع إدوارد ألسورث روس. انشأت «سوسيوميتري» أول مجلة مختصة بهذا المجال على يد جاكوب إل. مورينو في عام 1937. تغير اسم تلك المجلة إلى علم النفس الاجتماعي في عام 1978، وإلى علم النفس الاجتماعي ربع السنوية في عام 1979.
ساهم ويليام آيزاك توماس في عشرينيات القرن الماضي بمفهوم تعريف الموقف، وهو افتراض صار ركيزة أساسية في علم الاجتماع وعلم النفس الاجتماعي السوسيولوجي: «إذا عرّف الإنسان موقفًا ما بأنه حقيقي، سيكون حقيقيًا فيه».
نشأت واحدة من أهم النظريات الحالية في هذا المجال على يد عالم الاجتماع والفيلسوف جورج هربرت ميد في جامعة شيكاغو منذ 1894 وما تلاها. يُنسب إلى ميد صياغة نظرية التفاعل الرمزي. ويُنسب لزميله في جامعة شيكاغو هربرت بلامر صك المصطلح الخاص بهذا الإطار في 1937.
طور عالم الاجتماع تالكوت بارسونز، في جامعة هارفارد منذ عام 1927 وما تلاها، نظرية الفعل السبراني، التي كيّفها تلميذ وزميل بارسونز روبرت فريد بيلز على مجموعات البحث الصغيرة، ما أنتج ترسانة من الدراسات الاستطلاعية للتفاعل الاجتماعي في مجموعات باستخدام سلوكيات بيلز، وعملية تحليل التفاعل. خلال مدة عمله في هارفارد التي استمرت نحو 41 عامًا، استطاع بيلز من تأهيل مجموعة متميزة من علماء النفس الاجتماعيين المهتمين بالعمليات الجماعية وغيرها من مواضيع علم النفس الاجتماعي السوسيولوجي.

## الأطر الرئيسة

### التفاعلية الرمزية
نشأت نظرية التفاعل الرمزي الحالية من أفكار جورج هربرت ميد وماكس فيبر. تتشكل المعاني في هذا الإطار النظري أثناء التفاعل الاجتماعي، ومن ثم تؤثر تلك المعاني على عملية التفاعل الاجتماعي نفسها. يرى الكثيرون من منظري التفاعلية الرمزية أن الذات هي معنى محض تبنيه العلاقات الاجتماعية، وتؤثر هذه الذات بدورها على العلاقات الاجتماعية.
تحصل المدرسة البنيوية من التفاعلية الرمزية على المعرفة من الثقافة الكبروية واللغة الطبيعية والمؤسسات الاجتماعية والمنظمة لشرح الأنماط الدائمة للتفاعل الاجتماعي وعلم النفس وتطبيقها على المستوى الصغروي، لفحص هذه الشؤون بالوسائل الكمية. يشمل التراث البحثي لهذه النظرية نظريات الهوية ونظرية التأثير والتحكم. تركز كلا من نظرية الهوية ونظرية التأثير والتحكم على تحكم الأفعال بالحالات العقلية، لإيضاح الجانب السبراني من المقاربة، الظاهر في كتابات ميد. توفر نظرية التأثير والتحكم نموذجًا نظريًا لنظرية الأدوار ونظرية الوصم.
نشأت التفاعلية الرمزية من جامعة شيكاغو. تعتبر تلك النظرية أن المعاني الكامنة خلف التفاعلات الاجتماعية موضوعة وإبداعية وسائلة وربما تكون تنافسية. يستخدم باحثو تلك النظرية منهجية كمية إثنية. أُسست مجلة التفاعل الرمزي في عام 1977 في جمعية الدراسة والتفاعل الرمزي باعتبارها المعبر المركزي عن البحث التجريبي والدراسات المفاهيمية التي ينتجها الدارسون في هذا الحقل.
يفهم منظرو التفاعلية الرمزية ما بعد الحداثيين مفاهيم الذات والهوية على أنها مجزأة ووهمية، ويرون أن محاولة التنظير تشبه السرديات الكبرى بلا أي سلطة فائقة عن أي محادثة أخرى.

### نظرية التبادل الاجتماعي
تؤكد نظرية التبادل الاجتماعي على فكرة أن الفعل الاجتماعي يقع نتيجة اختيارات شخصية من أجل رفع الفوائد وتقليل التكاليف. تُعتبر أطروحة «مقارنة البدائل» من المكونات الرئيسة لهذه النظرية؛ وهي شعور الفاعل بأفضل بديل من البدائل المطروحة (اختيار يضمن أقصى الفوائد وأقل التكاليف).
يتشارك كثيرون من منظري هذه النظرية سمات نظريات اقتصادية كلاسيكية مثل نظرية الاختيار العقلاني. تختلف نظريات التبادل الاجتماعي عن النظريات الاقتصادية الكلاسيكية في أنها تصيغ تنبؤات حول العلاقات بين الأشخاص، وليس تقييم البضائع فقط. فمثلًا تُستخدم نظريات التبادل الاجتماعي للتنبؤ بالسلوك البشري في العلاقات الرومانسية بأخذ شعور كلٍ من الطرفين عن التكاليف في الاعتبار (مثل الاعتماد الاقتصادي وهشاشة العلاقة) والفوائد كذلك (مثل الانجذاب والكيمياء والتعلق)، والمقارنة بينها وبين البدائل المطروحة (إذا أتيح أي شريك محتمل آخر).

### نظرية سمات الرتبة الاجتماعية ونظرية التطلعات
تفترض نظرية التطلعات والنظرية الناشئة عنها «نظرية سمات الرتبة الاجتماعية» أن الأفراد يستخدمون المعلومات الاجتماعية لبناء التوقعات أو التطلعات عن أنفسهم والآخرين. تستخدم المجموعات قوالب جاهزة حول المنافسة لمحاولة تحديد من ستكون له الغلبة والمهارة في مهمة معينة، وأي المجموعات جديرة بمكانتها الاجتماعية حتى تنصت إليها تلك المجموعة.  يستخدم أعضاء المجموعة القدرات المعروفة في المهمة المطروحة، العضوية في فئة اجتماعية معينة (العرق، الجندر، العمر، التعليم، ...إلخ)، والسلوكيات السائدة (النظرات ومعدل الحديث والمقاطعات ...إلخ) لتحديد القدرة النسبية لأحد الأفراد وإيكال المهمة تبعًا لذلك. وبينما لا تفيد السلوكيات السائدة اجتماعيًا أو الانتماء لأحد الأعراق في قدرة فعلية بصورة مباشرة، ولكن المعتقدات الثقافية الضمنية حول القيمة الاجتماعية النسبية لأعضاء مجموعة ما تجعل الأشخاص «يتصرفون كأنهم» يعتقدون أن إسهامات البعض مفيدة عن غيرهم. وعلى كلٍ، تُستخدم تلك النظرية لشرح صعود واستمرار وتفعيل التراتبية الاجتماعية.

### البنية الاجتماعية والشخصية
تتعامل وجهة النظر البحثية تلك مع العلاقات بين الأنظمة الاجتماعية الواسعة والسلوكيات الفردية والأحوال العقلية مثل الشعور والقيم والنزعات والقدرات العقلية. يركز بعض الباحثين على قضايا الصحة وكيف تقدم الشبكات الاجتماعية يد العون للمستضعف. يتعامل خط آخر من خطوط البحث مع كيفية تأثير التعليم والوظيفة وغيرها من مكونات الطبقة الاجتماعية على القيم. تقيم بعض الدراسات الاختلافات العاطفية، خاصة السعادة والاغتراب والغضب، بين الأفراد في المواقع البنائية المختلفة. 

### التأثير الاجتماعي
التأثير الاجتماعي أحد العوامل في الحياة اليومية للأفراد. يحدث التأثير الاجتماعي عندما تتأثر أفكار أو أفعال أو مشاعر أحد الأفراد بغيره. إنها طريقة للتفاعل تؤثر على سلوكيات الأفراد وقد تحدث في المجموعة الواحدة أو بين المجموعات. إنها عملية جوهرية تؤثر على التنشئة الاجتماعية والانصياع الاجتماعي والقيادة والتغير الاجتماعي.

### مسرح العرائس
يهدف أحد الجوانب الأخرى لعلم الاجتماع الصغروي إلى التركيز على السلوك الفردي في التركيب الاجتماعي. يدعي أحد الباحثين البارزين في المجال، إرفنغ غوفمان، أن البشر يميلون للاعتقاد أنهم ممثلون في مسرح. يشرح غوفمان نظريته في كتابه «تمثيل الذات في الحياة اليومية». ونتيجة ذلك حسب غوفمان أن الأفراد سيستمرون في أفعالهم بناءً على رد الفعل المتوقع من «الجمهور»، أو الأفراد الآخرين الذين يتحدثون إليهم. وكما يحدث في المسرحية، يرى غوفمان أن هناك قواعد للحوار والتواصل؛ لإظهار الثقة والصدق وتجنب الانشقاقات التي تُعرف بالمواقف المحرجة. أي خروقات لهذه القواعد يحيل المواقف الاجتماعية إلى مواقف محرجة. 

### العمليات الجماعية
من وجهة النظر السوسيولوجية، يدرس أكاديميو نظرية العمليات الاجتماعية كيفية تأثير السلطة والمكانة والعدالة والشرعية على بنية وتفاعل المجموعات. يدرس الأكاديميون كيف يؤثر نوع وجودة التفاعلات التي تحدث بين أفراد الجماعات على أعضاء هذه المجموعات. نشأ ذلك المجال البحثي على يد المنظر الاجتماعي الألماني جورج سيمل. تتكون الثنائيات من تفاعلات بين فردين، بينما تتكون الثلاثيات من تفاعلات بين ثلاثة أشخاص، والاختلاف بينهما أن مغادرة أحد الفردين من الثنائيات يذيب بنية هذه المجموعة، لكن الأمر لا ينطبق على مغادرة أحد الأفراد للثلاثيات. يشير الاختلاف بين هذين النوعين إلى الطبيعة الجوهرية لحجم المجموعة، فإضافة أي فرد للمجموعة يزيد من استقرارها، ولكنه يقلل من الحميمية بين أفرادها. تتميز المجموعات أيضًا بناءً على كيفية معرفة أعضائها لبعضهم وسبب تلك المعرفة، وهذا يقسم المجموعات إلى مجموعات أولية تتكون من الأصدقاء المقربين والعائلة المتجمعين مع بعضهم بروابط عاطفية، والمجموعات الثانوية المتكونة من زملاء العمل وزملاء الدراسة ...إلخ المجتمعين مع بعضهم بروابط أداتية، والمجموعات المرجعية المتكونة من أفراد لا يعرفون بعضهم شخصيًا ولا يتفاعلون بالضرورة ولكنهم يستخدمون بعضهم كمعايير للمقارنة واستخلاص السلوكيات اللائقة. يدرس الباحثون عمليات الجماعة والتفاعلات بين الجماعات، مثل حالة تجربة لصوص الكهف لمظفر شريف. 